# Памво Беринда
Памво́ Бери́нда (між 1550 та 1570, Єзупіль, Річ Посполита — 13 (23) липня 1632, Київ, Річ Посполита) — український енциклопедист, мовознавець, лексикограф, письменник, поет, друкар і гравер, православний чернець, видатна постать культурно-освітнього руху  України першої половини XVII століття.

## Життєпис
Народився Памво (світське ім'я — Павло), найімовірніше, в Єзуполі (тепер Тисменицького району Івано-Франківської області). Колись це містечко називалося Чешибіси й розташовувалося в районі теперішньої Духової Криниці. Про те, що він походив із Прикарпаття, свідчать місцеві діалектизми, зафіксовані в його фундаментальній лексикографічній праці «Лексикон словенороський, альбо імен толкованіє». Невідомо, де саме Беринда здобув освіту, ставши висококультурною людиною, блискучим знавцем церковнослов'янської мови. Павло Беринда не був шляхтичем, бо в такому разі він умістив би свій герб у «Лексиконі …», виданому власним коштом. У працях Памва є лише його друкарський знак із зображенням молодого місяця й зірки. На думку Іларіона Свєнціцького, його прізвище румунського або східного походження.
При постриженні в ченці Павлові Беринді дано ім'я Памво.
На жаль, про нього не залишилося жодних біографічних даних. Окрім його друкарської та просвітницької діяльності, відомі лише написані ним вірші, передмови й післямови до виданих ним книжок, гравюри. Дотримуючись архаїчної традиції, за якою розглядав власну працю як служіння Богові, друкар не підкреслював свого авторства і приховував своє ім'я за вміщеною у деяких виданнях монограмою «ПМБ», що розшифровується як «Памво Беринда — монах».
У 1597—1605 роках працював у Стрятинській та Крилоській друкарнях (тепер Івано-Франківська область).
Активний діяч Львівського братства, працював у братській друкарні і школі (1613—1619), у Львові (до 1613 року) постригся в ченці.
1616 року його запрошено до Києва для участі в підготовці видання книги «Анфологіон» (автор передмови).
Восени 1619 року разом із сином Лукашем (Лукіяном, учнем Київської братської школи) та Степаном Бериндою (згадується від 1623 року у виданнях Києво-Печерської Лаври як «типограф-друкар», ймовірно, братом) переїхав до Києва і назавжди оселився в Києво-Печерській лаврі. Був головним друкарем, редактором і перекладачем у Києво-Печерській друкарні. У 1620 році дістав звання «протосингела» («головного»), а згодом став «архітипографом», тобто завідувачем друкарні.
Памво Беринда був високоосвіченою людиною: мав уявлення принаймні про тузінь мов, серед яких налічував «алманську» (тобто німецьку, германську мову), волинську, грецьку, далматську, давньоєврейську, латинську, московську, польську, руську (тобто староукраїнську, або Західноруську, або старобілоруську, або києворуську часів Литовської Русі), сирійську, словацьку, чеську і, зрозуміло, слов'янську. Належав до гуртка Балабанів, що об'єднував українських культурно-освітніх діячів 1-ї половини XVII ст.
Мав звання протосингела Єрусалимського Патріарха. Помер 13 липня 1632 року у Києві і був похований у Києво-Печерській лаврі, існував його надгробок з написом на плиті «Памво Беринда, коректор книг і управитель типографії печерської, протосингел святого отця патріарха єрусалимського, людина вчена, залишив „Лексикон словенороський“ і по трудах чернечих, сповідничих і друкарських тут спочив».

## Творчість

### Лексіконъ славенорωсскїй альбо Именъ тлъкованїє

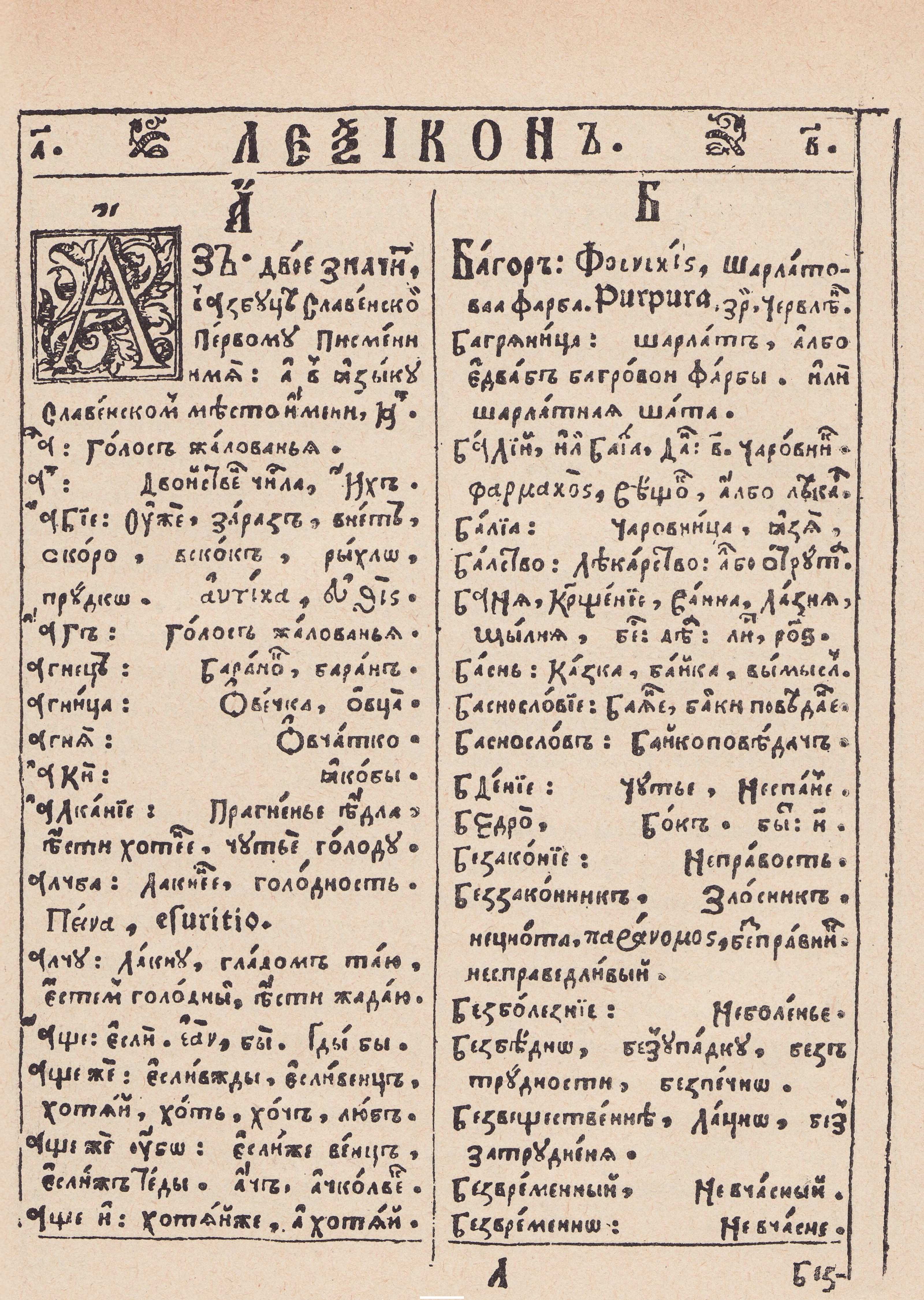
Перша сторінка одного з найдавніших словників української мови — «Лексіконъ славенорωсскїй и именъ Тлъкованїє» Памва Беринди

Найвизначніша праця Беринди — друкований український словник «Лексіконъ славенорωсскїй альбо Именъ тлъкованїє» (1627). Роботу над ним почав під час свого перебування в Стрятині на дворі у Федора Балабана між 1603—1607 роками. Перевиданий у Кутейні (біля Орші, 1653) з передмовою І. Трусевича. У ньому близько 7 тисяч слів — загальних та власних назв переважно тогочасної церковнослов'янської мови з перекладом та тлумаченням їх українською літературною мовою початку XVII століття (див. староукраїнська мова). Метою Беринди при складанні його словника було відновити церковнослов'янську традицію літературної мови і цим протистояти наступові польського католицтва і польської культури. Цей словник відіграв велику роль у розвитку не лише української, а й російської, білоруської, польської, румунської лексикографії.
Ця праця Памва Беринди — найвидатніше досягнення староукраїнського словникарства. Складається з двох частин: «Лексіконь» — церковнослов'янсько-український словник; та «…Имена свойственная» — зібрання тлумачень топонімів й антропонімів, а також загальних назв неслов'янського походження. У пам'ятці майже 7000 статей (бл. 5000 у 1-й частині, 2000 — у 2-й, у тому числі бл. 1400 онімів).
У «Лексіконі…» застосовано всі основні засоби наукового опрацювання матеріалу, зокрема паспортизацію вокабул (реєстрових слів), ремарки, екземпліфікацію (подання цитат), вказівки на фразеологізми, в які входить вокабула, зауваження про орфографію, етимологію слова, відсильні ремарки. Головні джерела праці — «Лексис…» Лаврентія Зизанія, ономастикони Максима Грека, Мануїла Ритора, тлумачення онімів в антверпенському виданні Біблії (1571). Виявлено використання Бериндою словників доби Київської Русі та закордонних, староукраїнської глосографії тощо. Джерелами церковнослов'янського реєстру книги були: Острозька Біблія (всі її книги Старого й Нового Заповіту), церковнослов'янські рукописи й друки до початку XVII ст.
Реєстр «Лексікона…» дібрано за диференціальним принципом: специфічні церковнослов'янські слова (питомі й запозичені), спільнослов'янські лексеми, що архаїзувалися в українській мові кінця XVI — поч. XVII ст.; є в ньому й українські слова.
Абсолютна більшість елементів неслов'янського походження, особливо грецьких і латинських, зібраних окремо у 2-й частині праці, супроводяться ремарками, які вказують на їх запозичення, й українськими відповідниками, що сприяло нормалізації лексики староукраїнської літературної мови на народній основі. Нормалізації служило й чітке формальне — за допомогою двокрапки — розмежування реєстру й перекладної частини. Остання зі старанно дібраними еквівалентами вокабул, з широким набором синонімів — одне з найбільших зібрань української лексики кінця XVI — початку XVII ст.
У «Лексіконі…» вміщено низку тлумачень енциклопедичного характеру. Значення слова автор розкриває і за допомогою етимологічних відомостей. Докладно опрацьовано семантику багатозначних реєстрових слів. Беринда нерідко вказував на метафоричне й образне вживання слова, вперше в українській лексикографії застосувавши ремарки «переносні», «инорѣчнѣ», «метафор.».

### Літературна творчість
Був одним із зачинателів поезії та шкільної драми в Україні. 1616 року видрукував у Львові різдвяний діалог із прологу, промов семи хлопців та епілогу «На Рождѣство Христа вѣршѣ для утѣхи православнимъ христіанамъ». До діалогу додані були інші вірші на церковні теми. Вірші використовувалися для декламації учнями братських шкіл і мали велику популярність — їх переписували у XVII столітті в Москві. У розвитку жанрів української літератури ці вірші були перехідним етапом від поезії до драми. Видані у 1616 році «Вірші» присвятив Єремії Тиссаровському. Брав участь у підготовці видання Любомудрого кир Агапіта диякона найблаженнішому і благочестивому цареві Юстиніану, 1628, знак якого й ініціали «ПБ» є на с. 23.

## Пам'ять
- Дереворит із портретом Памва Беринди створив художник Василь Перевальський.
- У Львові є вулиця Памви Беринди, у Києві — провулок.
- У місті Дніпро провулок Джамбула Джабаєва перейменували на провулок Памви Беринди.
- У Єзуполі на місцевій церковці Івана Хрестителя є пам'ятна таблиця, присвячена П. Беринді. Меценатом пам'ятника і цієї меморіальної таблиці був уродженець Єзуполя Володимир Войцюк[6].
- У Галицькій центральній районній бібліотеці 2017-го відбувся круглий стіл на тему «Памво Беринда — видатний син Галицької землі». Організували його працівники Національного заповідника «Давній Галич». Тоді ж до Галича завітала аспірант катедри української літератури ЛНУ ім. І. Франка Юлія Сливка, яка працює над кандидатською дисертацією про життя і творчість П. Беринди, а тому добре обізнана про цього історичного діяча.
- На круглому столі прозвучала слушна думка про відновлення у Галичі премії ім. Памва Беринди, якою раніше нагороджували журналістів за висвітлення минулого та сьогодення Галича.
- Учасники засідання висловили думки щодо присвоєння імені П. Беринди вулицям у Галичі та Івано-Франківську та ініціювали випуск пам'ятних монет, конвертів й іншої друкованої продукції.
- Варто було б перевидати основну працю його життя — «Лексикон…», але не фотомеханічним способом, як це було зроблено 1961-го, а «нормальним» друком[6].

## Твори
- Лексіконъ славенорωсскїй и именъ Тлъкованїє (1627) або на сайті Інтернет-архіву — Леѯіконъ славенорѡсскїй и имєнъ тлъкованїє (1627)
- Лексіконъ славенорωсскїй и именъ Тлъкованїє (1653)
- Лексикон славеноросскій (1627) на сайті Starodruk.com